# Eudor d'Alexandria
Eudor d'Alexandria (en grec antic Εὔδωρος ὁ Ἀλεξανδρεύς) va ser un filòsof grec del segle i aC.
És mencionat per Alexandre d'Afrodísies com a comentarista de la Metafísica d'Aristòtil, i diu que en va alterar diversos passatges. Simplici parla d'un filòsof peripatètic d'aquest nom, que podria ser el mateix, i explica que va escriure sobre les Categories d'Aristòtil.
Va néixer segurament a Alexandria, era contemporani d'Aristó d'Alexandria, i com ell, va escriure també una obra sobre el Nil, que Estrabó insinua que la va plagiar d'Aristó.